# حرف‌های زنانه (فیلم)
حرف‌های زنانه (انگلیسی: Women Talking) فیلم درام آمریکایی محصول سال ۲۰۲۲ به نویسندگی و کارگردانی سارا پلی است. این فیلم بر اساس رمانی به همین نام اثر میریام توئز چاپ سال ۲۰۱۸ است که با الهام از رویدادهای حقیقی جامعهٔ منونایت ساخته شده‌است. رونی مارا، کلر فوی، جسی باکلی، جودیت آیوی، بن ویشاو و فرانسیس مک‌دورمند (که تهیه‌کنندهٔ فیلم نیز هست) در این فیلم ایفای نقش کرده‌اند.
این فیلم در ۲ سپتامبر ۲۰۲۲ در جشنواره فیلم تلیوراید نمایش داده شد و در ۲۳ دسامبر اکران محدودی در سینماهای ایالات متحده داشت. حرف‌های زنانه در ۲۰ ژانویهٔ ۲۰۲۳ به‌وسیلهٔ یونایتد آرتیستس به‌صورت گسترده اکران شد. این فیلم مورد تحسین منتقدان قرار گرفت که کارگردانی و فیلم‌نامه پلی، نقش‌آفرینی بازیگران و موسیقی آن را تحسین کردند. همچنین این اثر از سوی هیئت ملی بازبینی فیلم و انستیتوی فیلم آمریکا به‌عنوان یکی از بهترین فیلم‌های سال ۲۰۲۲ معرفی شد. حرف‌های زنانه در جوایز اسکار نامزد دریافت جایزهٔ بهترین فیلم و برندهٔ جایزهٔ بهترین فیلم‌نامه اقتباسی شد.

## خلاصه داستان
در سال ۲۰۱۰، هشت زن از مستعمره منونایت منزوی، پس از این‌که فاش شد مردان جامعه آن‌ها سال‌هاست که شبانه به زنان جامعه مواد مخدر داده‌اند و به آن‌ها تجاوز جنسی کرده‌اند، در تلاش‌اند تا واقعیت‌شان را با ایمانشان آشتی بدهند.

## بازیگران
- رونی مارا در نقش اونا
- کلر فوی در نقش سالومه
- جسی باکلی در نقش ماریش
- جودیت آیوی در نقش آگاتا
- بن ویشاو در نقش آگوست اپ
- فرانسیس مک‌دورمند در نقش اسکار یانز
- شیلا مک‌کارتی در نقش گرتا
- میشل مک لئود در نقش مجال
- کیت هالت در نقش اوژه
- لیو مک نیل در نقش نیژه
- امیلی میچل در نقش میپ
- کیرا گولوین در نقش آنا
- شایلا براون در نقش هلنا
- آگوست وینتر در نقش نتی/ملوین

## تولید
در دسامبر ۲۰۲۰، گزارش شد که فرانسیس مک‌دورمند در این فیلم که به نویسندگی و کارگردانی سارا پلی خواهد بود، به ایفای نقش خواهد پرداخت. در ژوئن ۲۰۲۱، بن ویشاو، رونی مارا، کلر فوی، جسی باکلی، جودیت آیوی، شیلا مک‌کارتی و میشل مک‌لئود به جمع بازیگران فیلم پیوستند. هیلدور گودنادوتیر موسیقی متن فیلم را ساخته‌است.
تصویربرداری اصلی از ۱۹ ژوئیه تا ۱۰ سپتامبر ۲۰۲۱ در تورنتو با رعایت اقدامات احتیاطی ایمنی کووید-۱۹ به طول انجامید.

## موسیقی
هیلدور گودنادوتیر آهنگسازی فیلم را به عهده داشت و اسکولی سوریسون تکنوازی گیتار را نواخت. در ۱۸ اکتبر ۲۰۲۲، اعلام شد که این فیلم و فیلم قبلی اوریون پیکچرز یعنی تایل جزو عناوینی خواهند بود که موسیقی متن آنها از طریق ناشر جدید گروه موسیقی یونیورسال منتشر خواهد شد و اینکه در ۲۳ دسامبر ۲۰۲۲، همزمان با شروع اکران محدود فیلم در سینما، موسیقی متن این فیلم را به صورت دیجیتالی منتشر خواهد کرد. موسیقی در اواخر همان ماه بر روی سی‌دی فیزیکی منتشر خواهد شد. آخرین نت‌های یک بخش سازی موسیقی با عنوان «بلندتر حرف بزن» که اساس موسیقی تریلر فیلم بود، در ۴ نوامبر ۲۰۲۲ به صورت دیجیتالی منتشر شد

## انتشار
مراسم اولین نمایش جهانی این فیلم در ۲ سپتامبر ۲۰۲۲ در جشنواره فیلم تلیوراید برگزار شد. این فیلم در ۱۳ سپتامبر در جشنواره بین‌المللی فیلم تورنتو، ۱۰ اکتبر در شصتمین جشنواره فیلم نیویورک و در ۵ نوامبر در جشن انستیتوی فیلم آمریکا نمایش داده شد. این فیلم برای اکران محدود در سینماهای ایالات متحده در ۲۳ دسامبر ۲۰۲۲ برنامه‌ریزی شده‌است. این فیلم در ابتدا برای انتشار محدود در ۲ دسامبر ۲۰۲۲ برنامه‌ریزی شده بود، اما برای جلوگیری از رقابت با اکران‌های گسترده آواتار: راه آب و بابیلون به تاریخ فعلی بازگشت.

### بازاریابی
تریلر فیلم و فیلمی کوتاه دربارهٔ ساخت فیلم در ۱۰ اکتبر ۲۰۲۲ منتشر شد.

## بازخورد منتقدان
در وبگاه نقد و بررسی راتن تومیتوز، ۹۰٪ از ۲۸۲ بررسی منتقدین مثبت است و این فیلم میانگینِ امتیاز ۸/۱۰ را در اختیار دارد. اجماع این وبگاه چنین می‌نویسد: «در حالی که حرف‌های زنانه برخی اوقات درام سرگرم‌کننده را به نفع رساندن سادهٔ نکات خود کنار می‌گذارد، پیام آن ارزشمند است — و به‌طور مؤثر ارائه می‌شود.» این فیلم در متاکریتیک، که از میانگین وزنی استفاده می‌کند، بر اساس نظر ۴۷ منتقد امتیاز ۷۹ از ۱۰۰ را کسب کرده که نشان‌گر «بازبینی‌های عموماً مطلوب» است.
پیتر دبروژ از ورایتی این فیلم را «اقدامی قدرتمند از اعتراض مسالمت‌آمیز» خواند و نوشت: «هر چه از این تجربه بسازید، دیدن زنی با بصیرت پلی که بار دیگر نحوهٔ بیان سینما را پیش می‌برد، هیجان‌انگیز است». جاستین چانگ از لس آنجلس تایمز در نقدی پس از جشنواره فیلم تلیوراید، فیلم را اینگونه توصیف کرد: «فیلمی که عمداً بین درام و تمثیل پرسه می‌زند، از لحاظ محتوایی ملموس و از نظر معنوی انتزاعی است، که ریاضت شدید آن گاهی اوقات جای خود را به انفجارهای کینه‌ای و خندهٔ تهذیب‌گر می‌دهد».

### افتخارات
پلی جایزه مدال نقره جشنواره فیلم تلوراید را دریافت کرد. آهنگساز هیلدور گودنادوتیر در جشنواره بین‌المللی فیلم تورنتو ۲۰۲۲ جایزهٔ تجلیل را دریافت کرد. این فیلم در هشتادمین مراسم گلدن گلوب نامزد دریافت جوایز بهترین فیلم‌نامه و بهترین موسیقی شد. این فیلم در نود و پنجمین دوره جوایز اسکار نیز نامزد دریافت جایزهٔ بهترین فیلم شد و جایزهٔ بهترین فیلم‌نامه اقتباسی را کسب کرد.